# Mariano Ignacio Prado
Mariano Ignacio Prado Ochoa (Huánuco, 18 luglio 1826 – Parigi, 5 maggio 1901) è stato un politico peruviano.
È stato Presidente del Perù dal 25 aprile al 24 giugno 1865, dal 28 novembre 1865 al 7 gennaio 1868 e dal 2 agosto 1876 al 23 dicembre 1879.